# Rio Num
Num (Nun) é um rio da Nigéria, no estado de Rios, e compõe, junto doutros, o delta do Níger. Flui por 160 quilômetros e atravessa áreas pouco povoadas de pântanos de água doce e mangue e cordilheiras costeiras antes de completar seu curso a sudoeste até o golfo da Guiné, em Acaçá.